# USS City of Corpus Christi (SSN-705)
Za druga plovila z istim imenom glejte USS City of Corpus Christi.
USS City of Corpus Christi (SSN-705) je jedrska jurišna podmornica razreda los angeles.